# Gustaf Bolling

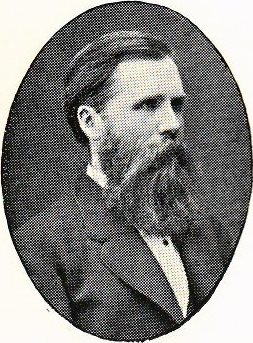
Gustaf Magnus Bolling

Gustaf Magnus Bolling, född 11 maj 1839 i Skedevi socken, Östergötlands län, död 16 mars 1901 i Stockholm, var en svensk läkare.
Bolling blev student vid Uppsala universitet 1858, medicine kandidat 1863, medicine licentiat vid Karolinska institutet i Stockholm 1867 och medicine doktor samma år. Han var provinsialläkare i Överluleå distrikt, Norrbottens län, 1868–72, stadsläkare i Visby 1871–83, läkare vid länscellfängelset där 1872–90 samt lasaretts- och hospitalsläkare i Visby 1883–90. Han var t.f. medicinalråd i Medicinalstyrelsen 1889 och ordinarie från 1890. Han var även verksam som medicinsk författare.